# Bekefalva
Bekefalva (horvátul: Beketinci) falu Horvátországban, Eszék-Baranya megyében. Közigazgatásilag Csepinhez tartozik.

## Fekvése
Eszéktől 12 km-re, a községközpontjától 19 km-re délnyugatra, Szlavónia középső részén, a Szlavóniai-síkságon, a Vuka völgyében, az Eszékről Diakovárra menő út és az A5-ös (Pélmonostor-Eszék-Svilaj) autópálya mentén fekszik. Településrészei: Krhka-Salaš és Rastik.

## Története
A falutól két és fél km-re északkeletre, a Vuka völgyében talált újkőkorszaki leletek alapján területén már az őskorban éltek emberek. Az előkerült leletek a középső neolitikum végén virágzott Sopot-kultúrához tartoznak. A Pélmonostor-Eszék-Svilaj autópálya építésének megelőző régészeti feltárási munkálatai során 2006-ban Bekefalvától 3,8 km-re északra az i. e. 4000 körül virágzott Lasinja-kultúra leletei, főként cseréptöredékek, hasított kőeszközök kerültek elő. A lelőhely egy, a 9. századtól a 11. századig lakott középkori település maradványait is megőrizte, a lelőhely déli részén pedig késő középkori (14. századtól 16. századig) épületek maradványai, 35 föld feletti és félig földbe ásott ház, műhely és gazdasági épület is előkerültek.
A középkori Bekefalva első írásos említése egy adóösszeírásban 1469-ben „Bekefalwa” alakban történt. A Kórógyi, majd a Garai család birtoka volt. A középkori település valószínűleg a török háborúkban pusztult el. Ezután már csak a 18. század végén bukkan fel egy erdővel és a Loncija nevű mocsárral határos településként, ahol nincs szilárd anyagból épített épület. A falu melletti Korpaš nevű vízelvezető árok a vizet a Loncija-mocsárból a Vuka-folyóba vezette le, megvédve ezzel a falut az áradásoktól. Vuka folyón volt egy fahíd, amelyen csak könnyű kocsikkal lehetett átmenni.
Az első katonai felmérés térképén „Beketincze” néven található. Lipszky János 1808-ban Budán kiadott repertóriumában „Beketincze” néven szerepel.
Nagy Lajos 1829-ben kiadott művében „Beketince” néven 58 házzal, 218 katolikus és 112 ortodox vallású lakossal találjuk.
A településnek 1857-ben 294, 1910-ben 618 lakosa volt. Verőce vármegye Eszéki járásának része volt. Az 1910-es népszámlálás adatai szerint lakosságának 74%-a horvát, 14%-a szerb, 5%-a szlovák, 3%-a magyar, 2%-a német anyanyelvű volt. Az első világháború után 1918-ban az új szerb-horvát-szlovén állam, majd később (1929-ben) Jugoszlávia része lett. A falu 1991-től a független Horvátországhoz tartozik. 1991-ben lakosságának 81%-a horvát, 10%-a szerb, 3%-a jugoszláv nemzetiségű volt. 2011-ben a falunak 613 lakosa volt.

## Lakossága
| Lakosság változása | Lakosság változása | Lakosság változása | Lakosság változása | Lakosság változása | Lakosság változása | Lakosság változása | Lakosság változása | Lakosság változása | Lakosság változása | Lakosság változása | Lakosság változása | Lakosság változása | Lakosság változása | Lakosság változása | Lakosság változása |
| ------------------ | ------------------ | ------------------ | ------------------ | ------------------ | ------------------ | ------------------ | ------------------ | ------------------ | ------------------ | ------------------ | ------------------ | ------------------ | ------------------ | ------------------ | ------------------ |
| 1857               | 1869               | 1880               | 1890               | 1900               | 1910               | 1921               | 1931               | 1948               | 1953               | 1961               | 1971               | 1981               | 1991               | 2001               | 2011               |
| 294                | 393                | 348                | 391                | 475                | 618                | 656                | 776                | 876                | 799                | 788                | 787                | 739                | 755                | 700                | 613                |

## Gazdaság
A helyi gazdaság alapja ma a mezőgazdaság, az állattenyésztés, a szolgáltatások, közúti szállítás és az építés.

## Nevezetességei
Szent Flórián tiszteletére szentelt római katolikus temploma 1973-ban épült. A kisújlaki Szent József-plébánia filiája.

## Oktatás
A településen a kisújlaki „Milko Cepelić” elemi iskola területi iskolája működik.

## Sport
- Az NK BSK Beketinci labdarúgóklubot 1929-ben alapították. A csapat megyei 2. ligában szerepel.
- A ŽNK Beketinci női labdarúgóklubot 2002-ben alapították. A csapat a horvát 2. ligában szerepel.

## Egyesületek
- DVD Beketinci önkéntes tűzoltó egyesület
- LD „Zec” vadásztársaság